# 환락가장군
《환락가장군》(欢乐家长群)은 2024년 방송되었던 중국의 드라마이다.

## 소개
- 아들의 개학에 맞춰 친구, 이웃 및 아이 친구들의 부모님과 채팅방 구성원이 된 류샹상의 가족이 다양한 돌발상황에 직면한 초보 학부모들과 기발하고 영리한 말썽꾸러기 아이들과 함께 새로운 수업 방식에 적응하고 인생의 새로운 출발점을 맞이하는 이야기를 그린 드라마

## 등장 인물
- 장가익 (张嘉益) - 류샹상 역
- 진호 (陈好) - 다이징 역
- 왕샤오천 - 탕샤오웨이 역
- 조달 (赵达) - 양밍바오 역
- 류예린 (Wayne Liu) - 마잉제 역
- 방청탁 (方青卓) - 장원핑 역
- 능자 (凌孜) - 징팅팅 역
- 이전영 (李传缨) - 다이푸궈 역
- 장로 (张鹭) - 첸러 역
- 범정의 (范静祎) - 팅팅 역
- 왕욱헌 (汪煜轩) - 궈닝 역
- 위낙근 (卫诺谨) - 궈바오 역
- 위연 (卫然) - 다이빙 역
- 임기광 (任麒光) - 쓰우 역
- 은신희 (殷晨曦) - 추이 역
- 손사정 (孙思程) - 탕더우 역